# 塔波阿河
塔波阿河（Tapoa）是非洲的河流，屬於尼日爾河的支流之一，流經布基納法索的塔波阿省，其後成為布基納法索和尼日爾兩國接壤的邊界，最終在尼日爾西南部注入尼日爾河。